# 盈江県
盈江県（えいこう-けん）は中華人民共和国雲南省徳宏タイ族チンポー族自治州に位置する県。2011年3月10日に大規模な盈江地震が起こった地である。

## 地理
本県の北西部から南西部にかけて、ミャンマー国カチン州にある県級の行政区画ミッチーナー県・ワインモー郡区と国境を接し、東部から南東部にかけて大盈江が流れている。
大盈江一帯に森林は多く、県内に高さ40 mのガジュマルや周囲80 mのパゴダがあり、1994年に「瑞麗江-大盈江風景名勝区」として中華人民共和国国家重点風景名勝区に認定された。

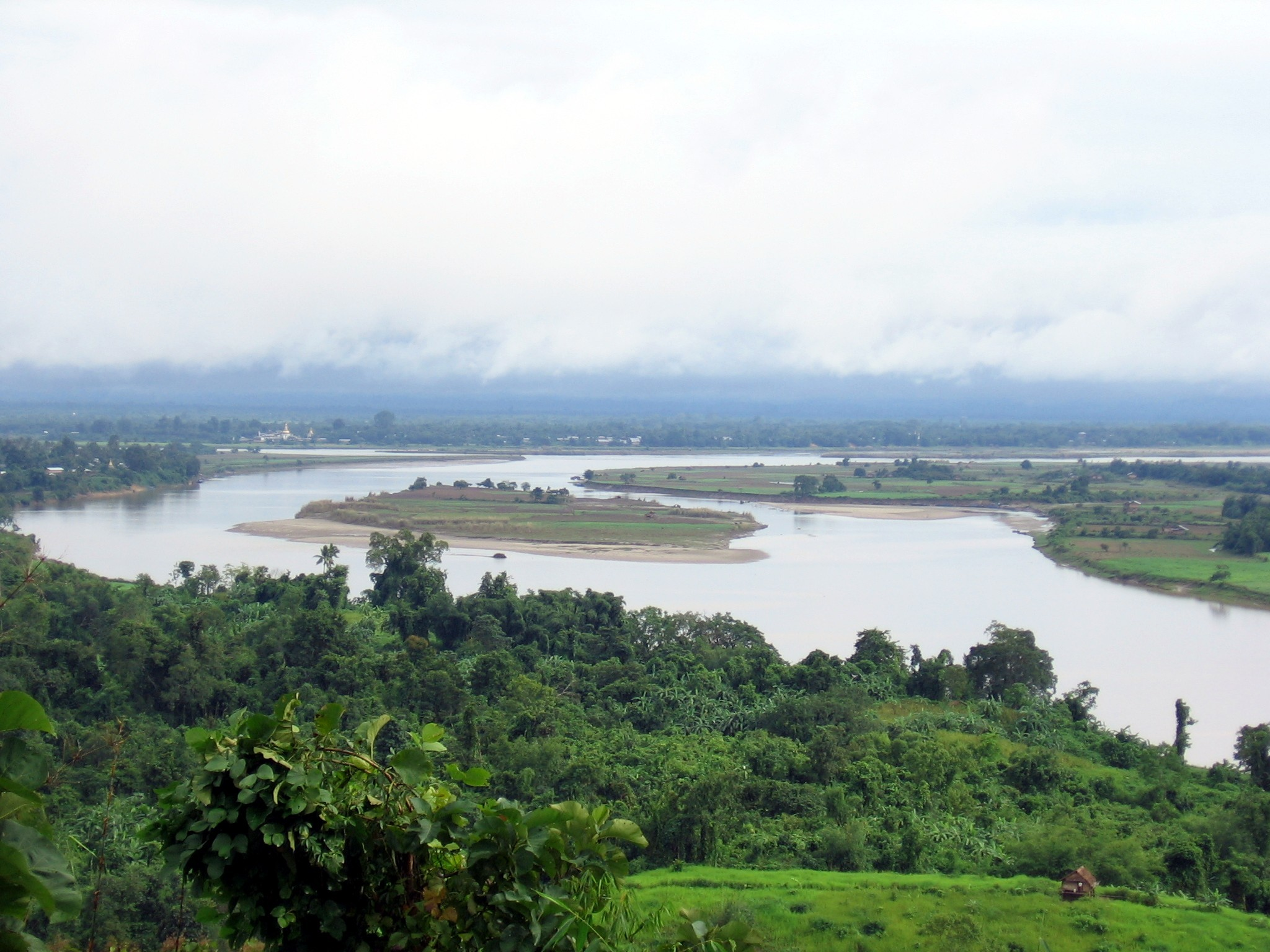
大盈江

## 行政区画
下部に8鎮、6郷、1民族郷を管轄する。
- 鎮
  - 平原鎮、旧城鎮、那邦鎮、弄璋鎮、盞西鎮、卡場鎮、昔馬鎮、太平鎮
- 郷
  - 新城郷、油松嶺郷、芒章郷、支那郷、勐弄郷、銅壁関郷
- 民族郷
  - 蘇典リス族郷

## 交通

### 道路
- 国道
  - G556国道

- 省道
  -  333省道

- 県道

| - - X029県道 - X038県道 - X039県道 - X041県道 - X042県道 | - - X055県道 - X061県道 - X216県道 - X217県道 - X224県道 |  |

## 健康・医療・衛生
- 盈江県中医院
- 盈江県婦幼保健院